# RPG幻想事典
『RPG幻想事典』（アールピージーげんそうじてん）は、日本の書籍。著者は早川浩、イラストはNikov。日本ソフトバンク出版事業部より、1986年12月発行。

## 概要
ゲーム情報誌『Beep』に連載されていた「RPG幻想辞典」をもとに、当時の読者に馴染みの薄かったRPGのバックグラウンドについて紹介・解説した本。タイトルは連載時の「辞典」から「事典」に変更された。
内容は、『ダンジョンズ&ドラゴンズ』、『指輪物語』、アーサー王伝説、神話、キャラクターや種族、ダンジョン、魔法、アイテム、武器・防具、モンスターなど多岐にわたり、巻末にはオリジナルボードゲーム「アルビオン」が付された。

## 雑誌での連載について
RPG幻想辞典
文・早川浩、イラスト・Nikovで「Beep」1985年8月号から1986年12月号まで17回連載された。この連載について著者は、「もともと幻想辞典は、コンピュータのRPGのファンにも、ボード版RPGの雰囲気を味わってもらおうと、始まったものである。」と述べている。
1. ブラックオニキス、ファイアークリスタルのモンスター、武器、魔法など
2. マジックアイテム
3. ドルアーガ、ドラゴンバスターのモンスター
4. トラップ、迷路の歩き方
5. 武器
6. ヒューマノイドモンスター
7. 魔法基本編
8. 羽のあるモンスター
9. キャラクターの特徴
10. 魔法応用編
11. ヒューマノイドモンスターPART2
12. 武器と防具
13. モンスター総合編PART1
14. モンスター総合編PART2
15. モンスター総合編PARTⅢ
16. ボード版RPGの世界
17. コンピュータRPGとボードRPG

続・RPG幻想事典
上記「RPG幻想辞典」連載終了後に、『Beep』1987年1月号から12月号まで全12回連載された。奇数月号は我流子、偶数月号はカーン羅武坂（広木克哉）による執筆。イラストは引き続きNikov。
1. ボードゲームのマスターになるには
2. RPGのために見るファンタジー映画
3. 魔法；コンピュータRPGとボードRPGの場合
4. RPGと邪教
5. 中国のモンスター
6. ミドルアースに活躍したアイテムほか
7. 中国のモンスターPART2
8. ケルト神話の世界
9. 直接攻撃用武器あれこれ(1)
10. メソポタミア・バビロニア神話
11. 間接攻撃用武器＝手投げ武器＝
12. 忍者を探る

## RPG幻想事典シリーズ
「RPG幻想事典」をタイトルに入れたソフトバンクのシリーズもの書籍。
- 『ジャパネスク―RPG幻想事典・日本編』飯島健男監修、門倉直人、柳川房彦、高井夏生、近藤功司、飯島健男共著 - 1988年10月 ISBN 4-89052-025-2
- 『RPG幻想事典―チャンバラ英雄伝』柳川房彦、横山雄一、高井夏生共著 - 1993年11月 ISBN 4-89052-463-0
- 『戦士たちの時代―RPG幻想事典』司史生、坂東いるか共著 - 1994年3月 ISBN 4-89052-501-7
- 『RPG幻想事典 逆引きモンスターガイド〈西洋編〉』ヘッドルーム編著 - 1994年3月 ISBN 4-89052-509-2
- 『RPG幻想事典 逆引きモンスターガイド〈東洋編〉』ヘッドルーム編著 - 1994年7月 ISBN 4-89052-551-3
- 『RPG幻想事典 アイテムガイド』ヘッドルーム編著 - 1995年4月 ISBN 4-89052-661-7
- 『戦場の乙女たち―RPG幻想事典』司史生、坂東いるか他著  - 1996年4月 ISBN 4-89052-927-6
- 『新説RPG幻想事典 剣と魔法の博物誌』村山誠一郎著 - 2006年9月 ISBN 4-7973-3684-6

4Gamer.netの連載「剣と魔法の博物館」全70回を元にまとめたもの。
- 『新説RPG幻想事典 剣と魔法の博物誌 〜モンスター編〜』村山誠一郎著 - 2008年2月 ISBN 978-4-7973-4643-5

4Gamer.netの連載「剣と魔法の博物館～モンスター編～」の第1回から第60回までの内容を元にまとめたもの。
- 『新説RPG幻想事典 剣と魔法の博物誌 〜モンスター編2〜』村山誠一郎著 - 2009年3月 ISBN 978-4-7973-5248-1

4Gamer.netの連載「剣と魔法の博物館～モンスター編～」の第61回から第120回（最終回）までの内容を元にまとめたもの。